# Памятник Юрию Гагарину (Антарктида)
Памятник Юрию Гагарину в Антарктиде был установлен 23 февраля 2018 года.
Установка памятника была приурочена к Дню защитника Отечества, который в этот день празднуется в России.
Памятник размещён на территории российской станции «Прогресс» в Антарктиде.
Идея установки памятника принадлежит международному благотворительному фонду «Диалог культур — Единый мир», который с 2015 года имеет специальный консультативный статус при Экономическом и Социальном совете ООН.
Автором памятника является скульптор Алексей Леонов.
По мнению авторов идеи установки памятника в Антарктиде, размещение монумента Гагарину здесь не является случайным, поскольку работающие тут учёные несут службу во благо всего человечества, точно так же, как это делал и сам Юрий Гагарин, являясь по-своему такими же первопроходцами.
В Антарктиду памятник был доставлен научно-экспедиционным судном «Академик Федоров» в конце 2017 года из морского торгового порта Санкт-Петербурга.
На торжественной церемонии открытия памятника присутствовали члены шестьдесят третьей Российской антарктической экспедиции (РАЭ), а также представители тридцать четвёртой Китайской антарктической экспедиции, базирующейся на станции «Зонг Шан» и работники станции «Бхарати», принадлежащей Индии. Участникам церемонии открытия было направлено приветственное письмо руководителя фонда «Диалог культур — Единый мир» Руслана Байрамова.

## Описание памятника
Памятник представляет собой выполненный из бронзы бюст, на котором Юрий Гагарин изображён в космическом скафандре и шлеме. При этом у шлема поднято лицевое защитное стекло, так что хорошо видно лицо первого космонавта, который изображён художником с лёгкой улыбкой.
Монумент размещён внутри станции «Прогресс».